# David Ier (roi d'Écosse)
Vous lisez un « article de qualité » labellisé en 2011.
Pour les articles homonymes, voir David Ier et David.
David Ier, ou Dabíd mac Maíl Choluim, Daibhidh I mac [Mhaoil] Chaluim en gaélique (entre 1083 et 1085 – 24 mai 1153), est prince de Cumbria de 1113 à 1124, puis roi d'Écosse de 1124 à sa mort. Fils cadet de Malcolm III et sainte Marguerite d'Écosse, David passe la majeure partie de son enfance en Écosse, mais est envoyé en Angleterre pour sa protection à partir de 1093. Pendant qu'en Écosse une guerre de succession fait rage, il rejoint la maison du futur Henri Ier d'Angleterre, où il s'imprègne de la culture anglo-normande.
À la mort de son frère Alexandre Ier en 1124, David entreprend, avec l'appui d'Henri Ier, d'accéder au trône d'Écosse (le royaume d'Alba). Pour cela, il doit entrer en guerre contre son rival et neveu Máel Coluim mac Alaxandair. Écarter définitivement ce dernier de la course au trône semble avoir pris dix ans, une longue lutte au cours de laquelle Angus, mormaer de Moray et allié influent de Máel Coluim mac Alaxandair, est défait et tué. La victoire de David lui permet d'étendre son contrôle dans des régions éloignées, faisant en théorie partie de son royaume. Après la mort d'Henri Ier, David soutient la fille de ce dernier, qui est aussi sa propre nièce, Mathilde l'Emperesse, dans sa revendication de la couronne d'Angleterre. Il entre alors en conflit avec le roi Étienne, et en profite pour étendre petit à petit son influence sur le Nord de l'Angleterre, malgré sa défaite lors de la bataille de l'Étendard en 1138.
L'expression « révolution davidienne », à travers son équivalent anglais « Davidian Revolution », est utilisée par plusieurs spécialistes pour désigner les grands changements qui marquent le royaume d'Écosse sous le règne de David Ier. Ces changements incluent la fondation de burghs, la mise en place des bases de la réforme grégorienne, la fondation de monastères, l'instauration d'une forme normande de gouvernement, et l'introduction du système féodal à travers l'immigration de chevaliers anglo-normands.

## Jeunesse
Les premières années de la vie de David sont mal connues car peu documentées. Les historiens ne peuvent donc faire que des suppositions sur ce qu'il s'est réellement passé à cette époque.

### Enfance et départ pour l'Angleterre
David est né entre 1083 et 1085. Il est vraisemblablement le huitième fils du roi Malcolm III, et certainement le sixième issu de l'union de Malcolm avec la reine Marguerite d'Écosse,,. Malcolm III a réinstallé la maison de Dunkeld sur le trône écossais en tuant Lulach Ier d'Écosse, descendant des mormaers de Moray qui s'étaient emparés du trône en 1040 par la force, aux dépens de Duncan Ier, le père de Malcolm. Il tente durant son règne de profiter de l'invasion normande en Angleterre pour étendre son influence au sud sur le Northumberland. La mère de David, Marguerite, est issue de la famille royale anglo-saxonne, et a été élevée en Hongrie. Elle mène une vie très pieuse et participe à la réforme religieuse en Écosse, ce qui lui vaudra d'être canonisée en 1250.
En 1093, le roi Malcolm et Édouard, un des frères de David, sont tués près d'Alnwick et de la rivière Aln par Robert de Montbray alors qu'ils revenaient d'une campagne de dévastation dans le Northumberland. David et ses deux frères, Edgar et Alexandre, qui sont ensuite successivement rois d'Écosse, sont vraisemblablement présents lorsque leur mère meurt peu de temps après.

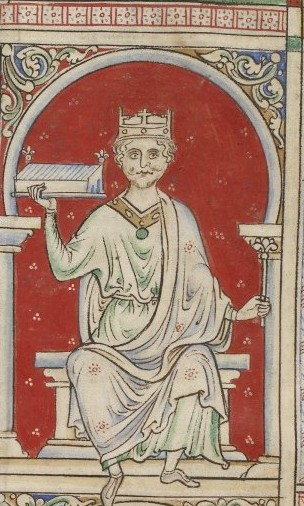
Guillaume le Roux, roi des Anglais et instigateur de la guerre civile écossaise de 1093-1097.

Donald Ban, frère de Malcolm III, devient alors roi des Écossais. Les conditions exactes de la succession sont mal connues, et plusieurs versions sont rencontrées dans la littérature. Ainsi, suivant la Chronique anglo-saxonne, il est simplement élu roi par les nobles selon l'ancien principe celte de la tanistrie. Ce principe veut que la succession d'un chef soit choisie parmi l'ensemble de sa parenté, et non nécessairement ses enfants. Dans ce cas, l'héritier de Malcolm était son fils aîné et le demi-frère de David, Duncan, qui faisait partie de la cour du roi d'Angleterre auquel il avait initialement été envoyé comme otage. Il est donc possible que le frère de Malcolm plutôt que son fils ait été considéré comme l'héritier logique. Toutefois, ce principe de la tanistrie avait été abrogé par Malcolm III et n'aurait donc pas dû entrer en ligne de compte. Les Chroniques de Melrose ajoutent que Donald Ban a ensuite pu contraindre ses trois neveux à l'exil, tout en s'alliant à un autre de ses neveux, Edmund. La version de Jean de Fordun, écrite plusieurs siècles plus tard, est un peu différente. Selon lui, Donald Ban assiège Édimbourg où se trouvent David, Edgar et Alexandre, et c'est leur oncle maternel Edgar Ætheling qui leur permet de s'enfuir vers l'Angleterre.

### Exil en Angleterre et intervention de Guillaume le Roux
Guillaume le Roux, roi d'Angleterre, est opposé à la prise de pouvoir de Donald en Écosse. Il envoie Duncan, fils aîné de Malcolm et demi-frère de David, avec une armée d'aventuriers normands et anglais, afin de reprendre le trône à son oncle. Duncan réussit et monte sur le trône vers la fin de l'année 1093. Toutefois, son oncle Donald organise une contre-offensive, et Duncan est tué en novembre 1094.
Guillaume le Roux continue de soutenir les fils de Malcolm III et envoie alors le demi-frère de Duncan, Edgar, poursuivre la guerre de succession. Celui-ci rencontre plus de succès et est couronné roi à la fin de l'année 1097, avec l'aide de son oncle Edgar Ætheling qui bat Donald au combat.
David a environ 9 ans en 1093, lorsque commence la guerre de succession écossaise. Si les faits et gestes de David entre 1093 et 1103 sont inconnus, il semble qu'il ait suivi la guerre de 1093-1097 d'Angleterre, avant de retourner en Écosse après 1097. Quand Guillaume le Roux meurt, son frère Henri Beauclerc prend le pouvoir et épouse la sœur de David, Mathilde. Ce mariage fait de David le beau-frère du roi et lui offre une place privilégiée à la cour anglaise. En dépit de ses origines gaéliques, son séjour en Angleterre fait de lui un véritable prince normand. Le chroniqueur contemporain Guillaume de Malmesbury écrit que c'est pendant cette période que David .

## Prince de Cumbria (1113-1124)

Carte de la principauté de Cumbria.

David devient réellement un grand seigneur territorial lorsqu'il prend le titre de comte puis celui de « prince de Cumbria ». En 1113, Henri Ier arrange son mariage avec Maud de Huntingdon (parfois également appelée Mathilde), héritière de l'honneur de Huntingdon. En l'épousant, David devient comte, et entre en possession de vastes domaines en Angleterre. Il devient alors un personnage important du royaume anglo-normand.

### Obtenir l'héritage

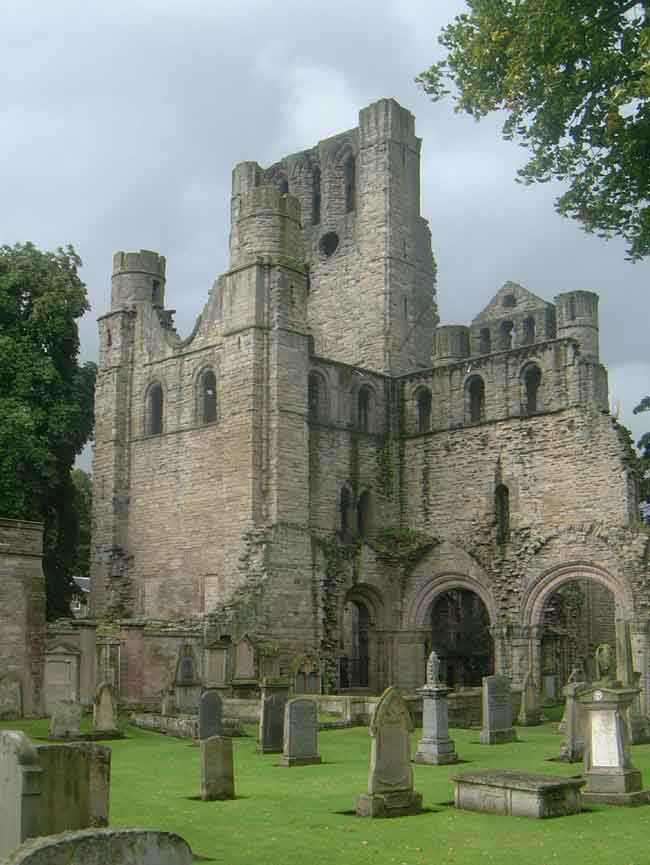
Ruines de l'abbaye de Kelso. Ce bâtiment se trouvait originellement à Selkirk en 1113 lorsque David était prince de Cumbria ; il est déplacé vers Kelso en 1128 pour mieux servir la « capitale du Sud » de David : Roxburgh.

Le frère de David, le roi Edgar, rend visite à Guillaume le Roux en 1099 et lègue à David de vastes territoires situés au sud du Forth. Le 8 janvier 1107, Edgar meurt, et David est supposé avoir pris possession de cet héritage,. Toutefois, rien ne prouve qu'il le possède effectivement avant la fondation de l'abbaye de Selkirk, à la fin de l'année 1113,. Selon Richard Oram, ce n'est que cette année-là que David se trouve réellement dans la capacité de revendiquer ce territoire, avec le retour de Normandie d'Henri Ier.
Le soutien du roi anglais à David semble être suffisant pour contraindre le roi Alexandre à accepter les revendications de son frère. Cela s'est probablement passé sans effusion de sang, mais tout de même sous la menace d'une intervention militaire. L'agression de David semble avoir créé un certain ressentiment envers lui chez une partie de la population écossaise. Un quatrain rédigé en gaélique à cette époque évoque cela en ces mots :
| Olc a ndearna mac Mael Colaim,   | Le fils de Malcolm a mal agi,                 |
| ar cosaid re hAlaxandir,         | en nous séparant d'Alexandre,                 |
| do-ní le gach mac rígh romhaind, | il cause, comme chaque fils de roi avant lui, |
| foghail ar faras Albain.         | le pillage d'Alba,.                           |

Si les mots « en nous séparant » ont une signification quelconque, cela pourrait indiquer que ce poème a été écrit dans les territoires acquis par David au sud de l'Écosse.
Le territoire en question est composé des comtés du Roxburghshire, du Selkirkshire, du Berwickshire, du Peeblesshire et du Lanarkshire. David se voit par ailleurs octroyer le titre de princeps Cumbrensis, « prince de Cumbria », comme l'attestent ses chartes de l'époque,. Bien qu'elle représente une large partie de l'Écosse au sud de la Forth, la région de Galloway échappe entièrement à l'autorité de David.
La souveraineté de David s'étend peut-être à divers degrés sur des parties des comtés du Dumfriesshire, de l'Ayrshire, du Dunbartonshire et du Renfrewshire,. Sur les terres situées entre Galloway et la principauté de Cumbrie, David établit d'importantes seigneuries, comme celles d'Annandale pour Robert de Bruce, Cunningham pour Hugues de Morville, et peut-être le Strathgryfe pour Walter Fitzalan.

### En Angleterre

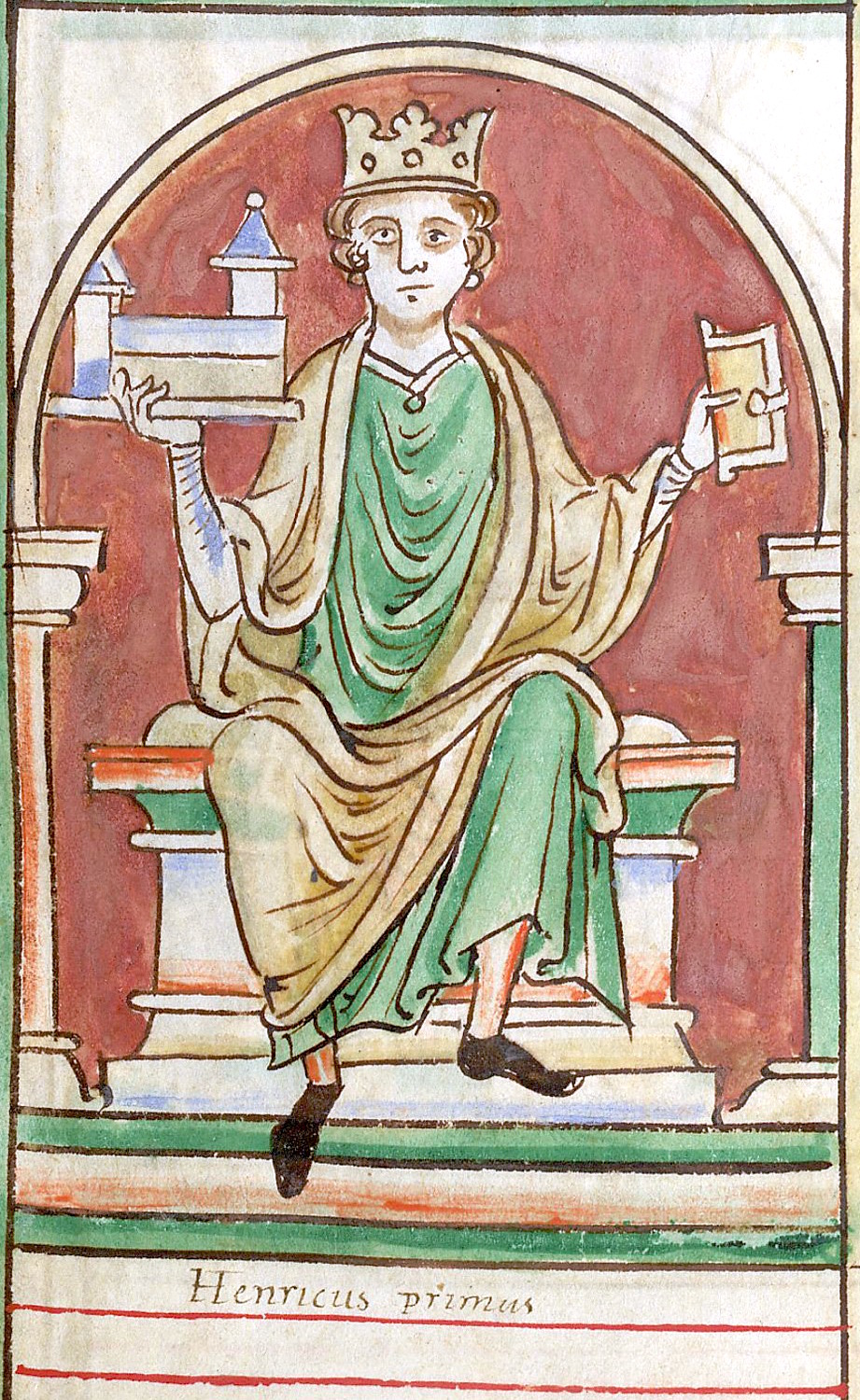
Le roi Henri Ier d'Angleterre. David doit en grande partie son destin à la politique menée par Henri au nord de la Grande-Bretagne et dans la région de la mer d'Irlande.

Les faits et gestes de David entre mai 1108 et décembre 1113 sont mal connus, mais selon Richard Oram, il a passé le plus clair de cette période entre l'Angleterre et la Normandie. Vers la fin de son séjour dans le royaume d'Angleterre, David a acquis des terres dans le Yorkshire et en Normandie, recevant l'Hallamshire et le Nord de la péninsule du Cotentin de la part d'Henri. David accompagnait vraisemblablement Henri lors de la campagne de ce dernier en Normandie, et David a certainement reçu ses terres en récompense des services rendus comme homme de confiance. De nombreux hommes qui entourent David tout au long de sa carrière viennent de Normandie et de ses possessions dans la péninsule du Cotentin, tels que Robert de Bruce, Hugues de Morville et Ranulf de Soules, qui sont installés dans les territoires conquis entre le Cumberland et le royaume d'Écosse.
À la fin de l'année 1113, le roi Henri offre à David la main de Maud de Huntingdon, fille et héritière de Waltheof de Northumbrie. Ce dernier était le fils du comte Siward qui a aidé Malcolm III à monter sur le trône écossais, et de Judith, une nièce de Guillaume le Conquérant. Maud a déjà été mariée à Simon Ier de Senlis, un chevalier qui a servi les rois d'Angleterre Guillaume le Conquérant et Guillaume II, et avec lequel elle a deux fils. Elle a presque quarante ans, soit dix ans de plus que David, quand ils se marient. Le mariage apporte à David l'« honneur de Huntingdon », un vaste ensemble de seigneuries dispersées sur les comtés de Northampton, Huntingdon, et Bedford. Quelques années plus tard, Maud donne naissance à un fils, que David nomme Henri, du nom de son protecteur,.
Les nouveaux territoires de David améliorent notablement ses revenus et ses effectifs, faisant de lui l'un des hommes les plus puissants du royaume anglais. Comme le père de Maud, Waltheof, était comte de Northumbrie, un territoire qui couvrait le Cumberland et le Westmorland, le Northumberland ainsi que l'évêché de Durham. Après la mort d'Henri, David revendique ce domaine pour son fils Henri,,.
Les activités de David après 1114 ne sont pas toujours faciles à retracer précisément. Il passe la plupart de son temps hors de sa principauté, en Angleterre et en Normandie. Malgré la mort de sa sœur le 1er mai 1118, il garde les faveurs du roi Henri lorsque son frère Alexandre meurt en 1124, laissant l'Écosse sans roi.

## Évènements militaires et politiques qui ont marqué le règne de David
Lorsque David entreprend de revendiquer le trône d'Écosse, sa demande n'est pas réellement justifiée. En effet, il est le plus jeune des huit fils du roi Malcolm, et deux de ses frères qui ont régné ont eu des enfants. William fitz Duncan, fils du roi Duncan II, et Máel Coluim, fils du dernier roi en date Alexandre Ier, précèdent tous les deux David d'après les principes alors émergents de la primogéniture. Cependant, contrairement à David, aucun des deux n'a le soutien d'Henri Ier. Ainsi, lors de la mort d'Alexandre en 1124, l'aristocratie écossaise se voit contrainte d'accepter David comme roi, pour ne pas devoir engager une guerre contre David et Henri Ier.

### Couronnement et lutte pour le Royaume

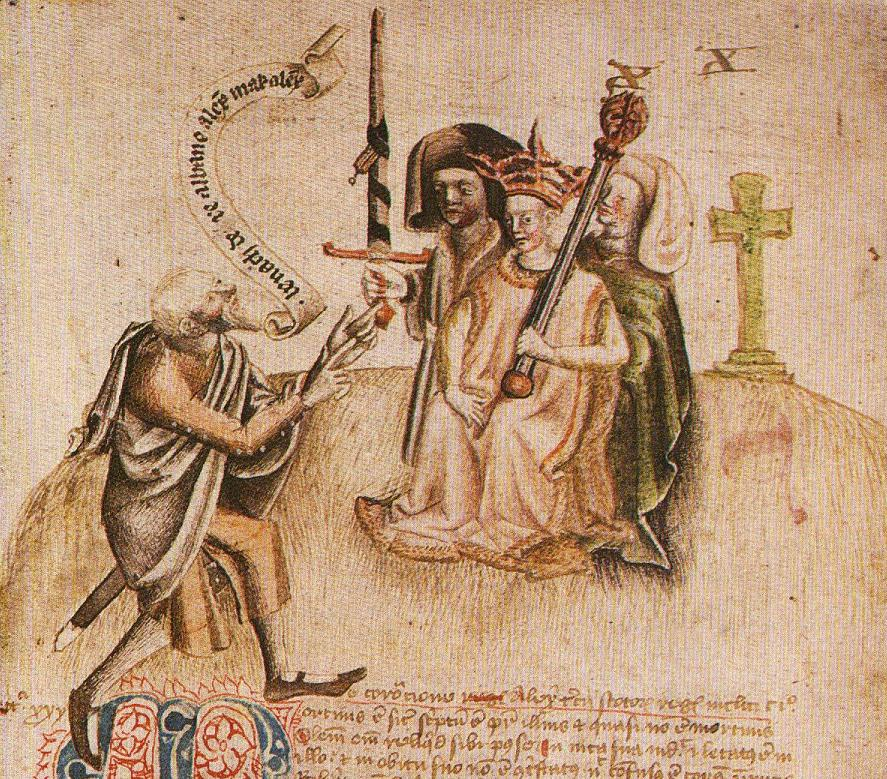
Cette illustration issue d'un vieux manuscrit médiéval de Walter Bower, Scotichronicon, dépeint l'intronisation royale de l'arrière-arrière-petit-fils de David, Alexandre III d'Écosse, à Scone en 1249.

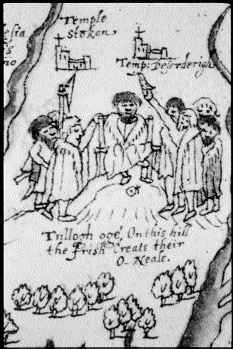
Une autre intronisation similaire, cette fois datant de la fin du XVIe siècle et mettant en scène Hugh O'Neill, à Tullyhogue.

Le fils d'Alexandre, Máel Coluim, choisit la guerre. Orderic Vitalis reporte que Máel Coluim mac Alaxandair « essaya d'arracher le royaume à David, et combattit contre lui dans deux batailles féroces ; mais David, à l'esprit plus élevé, plus puissant et riche, le vainc ainsi que ses partisans ». Máel Coluim s'échappe, sain et sauf, pour gagner des régions écossaises que David ne contrôle pas encore, et il y reçoit du soutien et une protection.
En avril ou mai de la même année, David est couronné roi d'Écosse (en gaélique : rí(gh) Alban ; en latin : rex Scottorum) à Scone. Selon des sources écossaises et irlandaises postérieures, la cérémonie du couronnement est une série de rites traditionnels élaborés, qui demeurent mal vus dans le monde anglo-normand du fait de leurs éléments non-chrétiens. Ailred de Rievaulx, ami et ancien membre de la cour de David, rapporte que ce dernier, malgré ses réticences « a tellement arboré ces actes d'hommage que la nation écossaise lui offrait […] qu'il fut difficilement obligé par les évêques à [recevoir les hommages] ». En fait, pour Michael Lynch et Richard Oram, David n'a à l'origine que très peu de liens avec la culture et la société écossaise,, car il a passé une bonne partie de son enfance à la cour du roi d'Angleterre. Toutefois, les deux historiens sont d'accord sur le fait qu'il s'est fortement « regaélisé » au cours de son règne,.
En dehors de sa principauté de Cumbria et de la frange sud de l'Écosse, David n'a que très peu de pouvoir dans les années 1120, et, d'après Richard Oram, n'a « du roi des Écossais que le nom ». Il est probablement présent la plupart du temps dans cette partie de l'Écosse qu'il gouverne entre la fin 1127 et 1130. Cependant, il est à la cour d'Henri Ier en 1126 et au début de l'année 1127 ; il y retourne en 1130 pour participer au jugement de Geoffrey de Clinton à Woodstock pour sa tentative de trahison. Cette année-là, sa femme, Maud d'Hutingdon, meurt. Probablement en raison de ce décès et lors de son absence dans le Sud de l'Angleterre, une rébellion écossaise s'organise contre lui.
L'instigateur de la révolte est une nouvelle fois son neveu Máel Coluim, qui a désormais le soutien d'Angus Mac Aedh, mormaer de Moray. Angus est le plus puissant vassal de David, et en tant que petit-fils du roi Lulach Ier d'Écosse, il a ses propres revendications sur le Royaume. Les rebelles écossais progressent dans l'Angus, où ils rencontrent le connétable mercien de David, Édouard. Une bataille a lieu alors à Stracathro près de Brechin. D'après les Annales d'Ulster, les pertes sont de 1 000 combattants dans les rangs d'Édouard et de 4 000 dans ceux d'Angus, dont Angus lui-même.
Selon Orderic Vitalis, Édouard, après avoir tué Angus, poursuit les hostilités en marchant sur la région de Moray qui, selon les mots d'Orderic, « manque d'un défenseur et seigneur ». Ainsi, Édouard, « avec l'aide de Dieu obtient le duché entier de cette vaste région »,. Ce n'est toutefois pas la fin des combats, puisque Máel Coluim s'enfuit une nouvelle fois, et quatre années de guerre civile continue s'ensuivent. Pour David, cette période est simplement une lutte pour la survie.
David a demandé et obtenu un appui militaire de la part du roi Henri lors de cette campagne. Ailred de Rievaulx écrit que, à ce moment, une grande flotte et une importante armée de chevaliers normands, incluant Walter Espec, sont envoyés par Henri à Carlisle afin d'aider David à mettre en déroute ses ennemis écossais,. La flotte semble avoir été utilisée dans la mer d'Irlande, le Firth of Clyde et l'ensemble de la côte d'Argyll, où Máel Coluim se trouvait probablement parmi ses partisans. En 1134, celui-ci est capturé et emprisonné au château de Roxburgh. Les historiens ne le confondant plus avec « Malcolm MacHeth », et il n'est alors plus fait mention de lui, sauf pour signaler que ses fils s'allient avec Somerled.

### Pacification de l'Ouest et du Nord
Richard Oram suggère qu'à cette époque David offre à Walter FitzAlan le kadrez de Strathgryfe, avec Kyle et la région de Renfrew, formant la seigneurie « Stuart » de Strathgryfe. Il suggère également que Hugues de Morville s'est vu offrir le kadrez de Cunningham ainsi que « Strathyrewen » (aujourd'hui Irvine). Cela signifie que l'acquisition de ces territoires date certainement de la campagne de 1130-1134.
On ne sait pas exactement combien de temps prend la pacification de Moray, mais à cette période David désigne son neveu William Fitz Duncan pour succéder à Angus, peut-être en compensation de l'exclusion de celui-ci de la succession au trône, le fils de David, Henri, étant désormais en âge de régner. En se mariant avec la fille d'Angus, William conforte son autorité dans la région. Les burghs d'Elgin et Forres ont vraisemblablement été créés à cette époque, consolidant l'autorité royale dans la région de Moray,. David a aussi fondé le prieuré d'Urquhart et lui a attribué un pourcentage du cain (impôt) d'Argyll. En Galloway, le roi Fergus reconnaît la suprématie de David, tout en conservant son autonomie. Il lui prête tout de même des hommes lors de ses conflits contre l'Angleterre.
C'est également à cette période que David participe à l'arrangement d'un mariage entre le fils de Matald, mormaer d'Atholl, et la fille d'Haakon Paulsson, comte des Orcades. Ce mariage sécurise temporairement la frontière septentrionale du Royaume, et offre la possibilité au fils d'un mormaer vassal de David d'obtenir les Orcades et le Caithness et de les placer sous le contrôle de la couronne d'Écosse. Ainsi, lorsque Henri Ier meurt le 1er décembre 1135, David contrôle une plus large partie de l'Écosse que son prédécesseur. Toutefois, alors qu'il entre en conflit avec l'Angleterre, il perd un peu de son influence dans l'Ouest du pays, au profit de Somerled, roi des îles et seigneur d'Argyll, qui renforce petit à petit son pouvoir dans cette partie de l'Écosse. Les chartes de David montrent en effet qu'il perd le contrôle des terres de l'Argyll entre 1141 et 1152. Les Norvégiens-Gaëls d'Argyll incarnent en quelque sorte la tradition gaélique, s'opposant à David qui est très marqué par la culture normande.

### Domination du Nord

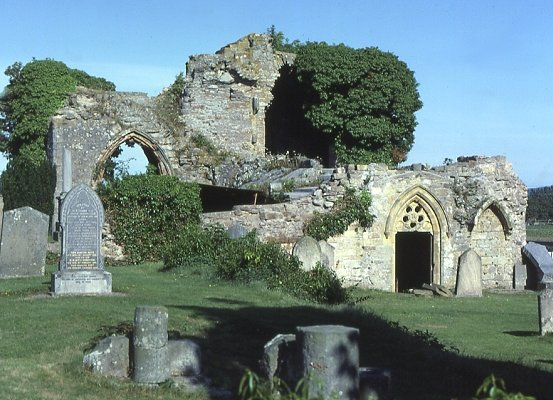
Les ruines de l'abbaye de Kinloss à Moray, fondée par David en 1150 pour y installer des cisterciens de Melrose.

Alors qu'il fait face au roi Étienne à partir de 1136 et tente d'accroître son influence sur le Nord de l'Angleterre, David continue à étendre sa domination toujours plus au nord de l'Écosse. En 1139, son cousin, Harald Maddadsson, fils de Matald d'Atholl, alors âgé de 5 ans seulement, devient comte des Orcades conjointement avec Rognvald Kali Kolsson et domine également une bonne partie de la Caithness écossaise. Durant les années 1140, la Caithness et le Sutherland tombent ainsi sous le contrôle du roi. Un peu avant 1146, David nomme un Gaël du nom d'Andreas au poste d'évêque de Caithness, un évêché basé à Halkirk, près de Thurso, dans une zone à la population majoritairement scandinave,.
En 1150, il semble que le Caithness et l'ensemble du comté des Orcades soient totalement sous contrôle écossais. Seulement, les plans de David sont contrecarrés par l'arrivée du roi Eystein II de Norvège dans la région. Celui-ci accoste aux abords des Orcades avec une large flotte et capture le jeune Harald, pris par surprise dans sa résidence de Thurso. Eystein force Harald à prêter serment général de fidélité au roi en contrepartie de sa libération. Plus tard la même année, David répond en supportant le rival d'Harald, Erlend Haraldsson, dans sa revendication du comté des Orcades. Il lui offre la moitié du Caithness. Seulement Erlend est rapidement assassiné et Harald conserve le contrôle de cette région pour le roi de Norvège. La faiblesse de David aux Orcades est liée à la volonté des rois norvégiens de ne pas se retirer, mais plutôt de le laisser s'affaiblir.

## Angleterre

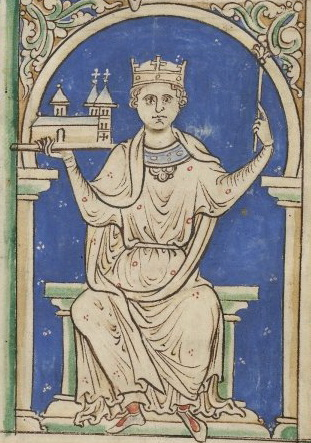
Étienne de Blois, roi des Anglais. David s'est servi de l'« usurpation » du trône par Étienne comme casus belli contre l'Angleterre, même si ce n'est pas l'unique cause de ce conflit.

Il y a deux façons d'interpréter les relations qu'entretient David avec la couronne d'Angleterre. Tout d'abord, il faut mettre ses actions en parallèle avec les liens qu'il a avec le roi d'Angleterre. Aucun historien ne nie que l'arrivée au pouvoir de David est en grande partie l'œuvre du roi Henri Ier d'Angleterre, dont il était le protégé,. Celui-ci a construit un réseau d'alliances visant à sécuriser son royaume et sa succession, et David a été en plein centre de cette politique. En assurant son arrivée au pouvoir en Écosse, Henri sécurise sa frontière septentrionale et s'assure que ses descendants, qui seront les neveux de David, auront le soutien de ce dernier. La légitimité du pouvoir d'Henri est en effet litigieuse, puisqu'il s'était emparé du trône aux dépens de son frère aîné Robert, parti en croisade au moment de la mort de Guillaume II.
L'hostilité de David envers Étienne peut être interprétée comme la volonté de maintenir l'héritier souhaité par Henri en la personne de sa fille, Mathilde l'Emperesse, qui est par ailleurs sa nièce. Ce dernier prend les armes en son nom, la rejoint quand elle arrive en Angleterre, et adoube son fils, le futur Henri II d'Angleterre,,,,.

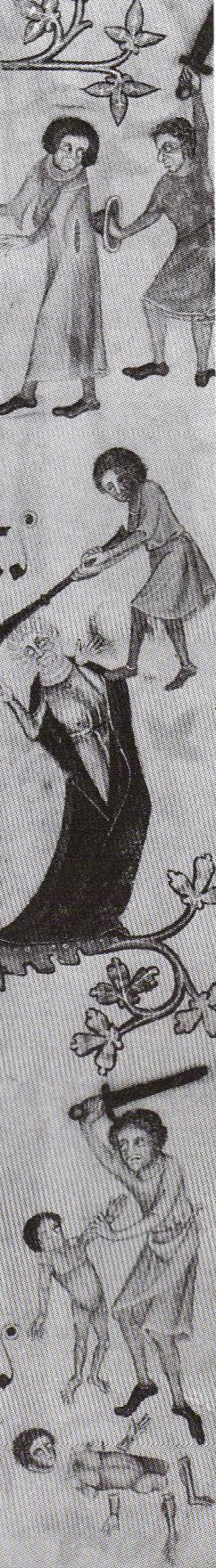
Atrocités commises par les Écossais dépeintes dans le Luttrell Psalter, un manuscrit enluminé du XIV.

Cependant, on peut juger la politique de David envers l'Angleterre différemment. David est un roi qui aime l'indépendance, et tente tout au cours de son règne de construire un large royaume d'Écosse étendu à la Northumbrie en s'emparant des parties les plus septentrionales du royaume d'Angleterre. Dans cette perspective, le soutien qu'il apporte à Mathilde peut également être un prétexte pour acquérir de nouveaux territoires. La maison de Wessex dont descend David par sa mère, et la famille des comtes de Northumberland dont est originaire son épouse, semblent avoir fortement encouragé ce projet, qui ne prend réellement fin que lorsque Henri II ordonne au successeur du fils de David, Malcolm IV, de rendre la plupart des acquisitions de David. Il est évident que ces deux visions des choses ne peuvent être étudiées indépendamment l'une de l'autre.

### Usurpation d'Étienne et premier traité de Durham
Henri Ier s'est arrangé pour que sa fille, Mathilde, lui succède. Cependant, Étienne, fils cadet d'Étienne II de Blois, s'empare du trône à sa place,. En 1127, David est le premier à prêter serment de reconnaître Mathilde comme souveraine d'Angleterre. Étienne est couronné le 22 décembre 1135, et presque immédiatement, David décide d'envahir le Nord de l'Angleterre.
À la fin du mois de janvier, il occupe les châteaux de Carlisle, Wark, Alnwick, Norham et Newcastle. Il impose aux barons anglais qu'il soumet de faire serment d'allégeance à sa cousine Mathilde. David comprend vite qu'il s'est engagé trop rapidement en Angleterre, et qu'il aura du mal à maintenir sa position sur le Nord. Aussi, quand Étienne arrive à York avec une imposante force, il lui propose une conférence pour régler la situation à l'amiable. Cette conférence se tient durant deux semaines à Durham, entre le 5 et le 20 février 1136 et aboutit au premier traité de Durham.
Étienne récupère Wark, Alnwick, Norham et Newcastle, et concède les forteresses royales de Carlisle et Doncaster, ainsi que leurs domaines. Henri, le fils et héritier désigné de David Ier, reconnaît Étienne pour roi avant la fin du mois à York, et celui-ci lui confirme le titre de comte de Huntingdon et l'honneur de Huntingdon, que son père tenait déjà par droit de sa femme décédée. D'après Henri de Huntingdon, le roi anglais demande à David de lui faire serment d'allégeance, mais ce dernier répond qu'il a déjà fait hommage à leur cousine Mathilde l'Emperesse.
Il est probable que les partisans de Mathilde l'Emperesse voient dans ce traité et le recul de David une trahison. Toutefois, David n'a pas le choix. Il ne peut faire face seul au roi anglais et il n'a aucun soutien en Angleterre. De plus, en Normandie la cause de l'Emperesse est au point mort. Il est aussi possible qu'il ait fait le calcul de soutenir Mathilde de Boulogne, son autre nièce, qui est la femme d'Étienne, et qui est sur le point d'être couronnée reine d'Angleterre. Il y avait en effet beaucoup plus à gagner en 1136 à soutenir celle-ci.

### Nouvelle guerre et bataille de Clitheroe
À la fin de l'hiver 1136-1137, David se prépare à nouveau à envahir l'Angleterre. Le roi des Écossais masse une armée près de la frontière du Northumberland, mais les Anglais répondent en en constituant une à Newcastle. Une fois encore, la bataille est évitée et une trêve est signée jusqu'à décembre. Dès la fin du dit mois, David demande à Étienne qu'il lui donne l'intégralité de l'ancien comté de Northumberland. Le refus d'Étienne conduit à une troisième invasion en janvier 1138.
L'armée qui envahit l'Angleterre en janvier et février 1138 choque les chroniqueurs anglais. Richard de Hexham la décrit comme une « armée exécrable, composée de sauvages païens ne respectant ni Dieu ni homme », qui « écumait la province et assassinait tous les gens qu'ils croisaient en chemin, quels que soient leur sexe, leur âge ou leur condition, détruisant, pillant et brûlant les villes, églises et maisons. Plusieurs histoires de cannibalisme, à prendre avec précaution, ont été rapportées par les chroniqueurs, qui relatent également la généralisation de l'esclavage et le meurtre de prêtres, femmes et enfants.
En février, le roi Étienne marche vers le nord pour traiter avec David. Les deux armées s'évitent mutuellement, et Étienne retourne rapidement vers le sud. En été, David partage son armée en deux, envoyant William Fitz Duncan vers le Lancashire, où il ravage Furness et Craven. Le 10 juin, William Fitz Duncan rencontre une force anglaise composée de chevaliers et d'hommes en armures. Une bataille s'ensuit, la bataille de Clitheroe, qui tourne à l'avantage des Écossais.

### Bataille de l'Étendard et second traité de Durham
Plus tard, en juillet 1138, les deux armées écossaises se rejoignent à « St Cuthbert's land », sur les terres contrôlées par l'évêque de Durham, à proximité de la rivière Tyne. Une autre armée anglaise est réunie pour affronter les Écossais, menée cette fois par Guillaume le Gros. La victoire de Clitheroe a certainement encouragé David à se risquer à une bataille. Les forces de David, fortes de 26 000 hommes et donc plusieurs fois plus importantes que celles de l'armée anglaise, affrontent cette dernière à Cowdon Moor près de Northallerton, dans le Yorkshire du Nord,. Plusieurs vassaux normands de David l'abandonnent alors, peut-être choqués par la barbarie de l'armée écossaise, mais sûrement aussi gênés par la loyauté qu'ils doivent à la fois à David et à Étienne. L'armée de David perd avec ces abandons un important contingent de chevaliers normands, et c'est une force composée essentiellement d'Écossais sans armures qu'il oppose à l'armée anglaise.
La bataille de l'Étendard, comme les chroniqueurs l'appellent plus tard, est une défaite pour les Écossais. Après cela, David et ses hommes se retirent vers Carlisle. Si le résultat de la bataille est une défaite, elle n'est pas décisive. David conserve la majeure partie de son armée et garde donc la possibilité de retourner à l'offensive. Le siège de Wark, par exemple, qui est en cours depuis janvier, se poursuit jusqu'à ce que la ville soit capturée en novembre. David continue à occuper le Cumberland et une vaste partie du Northumberland.
Le 26 septembre, le cardinal Alberic, évêque d'Ostie, arrive à Carlisle où David a convoqué les nobles, abbés et évêques de son royaume. Albéric est venu pour enquêter sur la controverse qui entoure l'évêque de Glasgow : doit-il ou non prêter allégeance à l'archevêque d'York. Albéric cherche la paix, et David convient d'une trêve de 6 semaines, dont est exclu le siège de Wark. Le 6 avril 1139, David rencontre la femme d'Étienne, Mathilde de Boulogne, à Durham et ils s'accordent sur un traité de paix, le second traité de Durham. Henri, le fils de David, se voit offrir le comté de Northumberland et on lui restitue le comté de Huntingdon et la seigneurie de Doncaster ; David obtient lui-même le droit de garder Carlisle et Cumberland. Le roi Étienne conserve lui les places stratégiques que sont les châteaux de Bamburgh et Newcastle. Les revendications de David sont ainsi pleinement satisfaites, malgré la défaite de la bataille de l'Étendard dont Étienne, en difficulté au sud et influencé par sa femme qui apprécie beaucoup son oncle n'a pas su tirer profit.

### Arrivée de Mathilde et résurgence du conflit

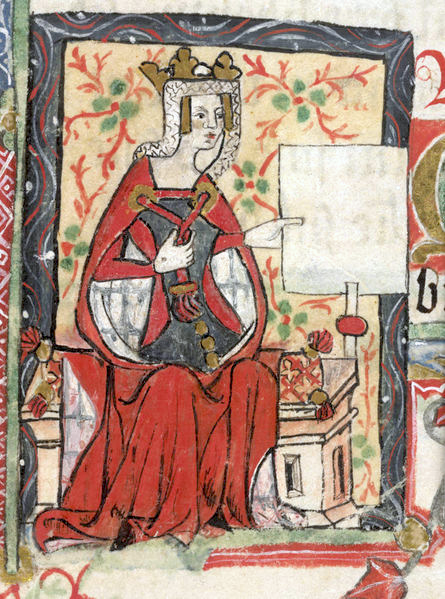
Mathilde, impératrice du Saint-Empire romain germanique.

Sa nièce, Mathilde l'Emperesse, débarque en Angleterre fin septembre 1139. Étienne est trop occupé à gérer la menace qu'elle représente sur son trône et abandonne le contrôle du Nord de l'Angleterre, de la Tees à la Tweed, à David Ier. Étienne d'Angleterre est capturé à la bataille de Lincoln en 1141, et David et son fils Henri rejoignent l'Emperesse dans le Sud de l'Angleterre. Ils doivent être présents pour son couronnement, qui est prévu au début de l'été à l'abbaye de Westminster. Mais cet événement n'a finalement jamais lieu. David est là lorsque Mathilde se fait encercler à Winchester, et il doit d'ailleurs s'enfuir pour sauver sa vie, alors que Robert de Gloucester, demi-frère de Mathilde et son principal soutien militaire, est capturé par les partisans du roi. Mathilde obtient la libération de Robert contre celle d'Étienne. Tout l'avantage qu'elle avait acquis et désormais perdu.
La guerre civile, ou l'« anarchie » comme la dénomment ensuite les chroniqueurs anglais, permet à David de consolider ses positions dans le Nord de l'Angleterre. Mais tandis qu'il renforce son autorité et celle de son fils dans la région, il cherche également à étendre son influence. Les châteaux de Newcastle et Bamburgh retombent entre ses mains, et il est bientôt en possession de toute l'Angleterre du Nord-Ouest au-delà de la rivière Ribble et des Pennines, et étend son emprise sur l'Angleterre du Nord-Est au-delà de la Tyne, à la frontière du territoire principal de l'évêché de Durham. Sa frontière sud est finalement formée par les rivières Tees et Eden. Il rétablit donc la frontière là où elle se trouvait en 1092. Tandis que son fils invite toute la noblesse du Northumberland à faire partie de son entourage, David reconstruit la forteresse de Carlisle, où il établit sa résidence aux dépens de celle de Roxburgh. Les mines qu'il acquiert à Alston, sur la Tyne, lui permettent de frapper les premières monnaies en argent du royaume d'Écosse, à son effigie. De plus, David délivre des chartes à l'abbaye de Shrewsbury en rapport avec leurs terres dans le Lancashire.

### Évêché de Durham et archevêché de York
Toutefois, les succès de David sont tout de même entachés de quelques échecs. ainsi il ne parvient pas à assurer le parfait contrôle de l'évêché de Durham et de l'archevêché d'York. Il soutient son chancelier Guillaume Cumin dans sa tentative d'usurpation du siège épiscopal de Durham. Cette place est vacante depuis la mort de l'évêque Geoffrey Rufus en 1140. Entre 1141 et 1143, Cumin est évêque de facto, et contrôle le château de l'évêque, mais sa présence est mal perçue par le chapitre cathédral. Même s'il contrôle la ville de Durham, le seul espoir de David pour assurer sa consécration à la tête de ce territoire est d'obtenir l'appui du légat du pape, Henri de Blois, évêque de Winchester et frère du roi Étienne. Malgré le soutien de Mathilde l'Emperesse, il ne parvient pas à ses fins et Cumin est excommunié par le pape. C'est finalement Guillaume de Sainte-Barbe qui est élu à la tête de l'évêché.
David tente également de s'immiscer dans la succession de l'archevêché d'York. En effet, Guillaume FitzHerbert, le candidat choisi par Étienne d'Angleterre est destitué par le pape. David, par ses relations avec les cisterciens, se rapproche d'Henri Murdac, le nouvel archevêque. En dépit du soutien du pape Eugène III, les partisans d'Étienne et Guillaume FitzHerbert parviennent à empêcher Henri de prendre ses fonctions à York. En 1149, Henri cherche du soutien auprès de David. Ce dernier en profite pour prendre le contrôle du diocèse, et marcher sur la ville. Cependant, les partisans d'Étienne prennent connaissance de ses plans, et en informent le roi d'Angleterre. Celui-ci rejoint York et y installe une nouvelle garnison, ce qui engendre le retrait de David. Richard Oram pense que le but de David était de contrôler la totalité de l'ancien royaume de Northumbrie. Cet échec constitue un tournant dans cette « opportunité de totalement redessiner la carte politique des îles Britanniques qui disparaît pour toujours ».

## L'Église écossaise

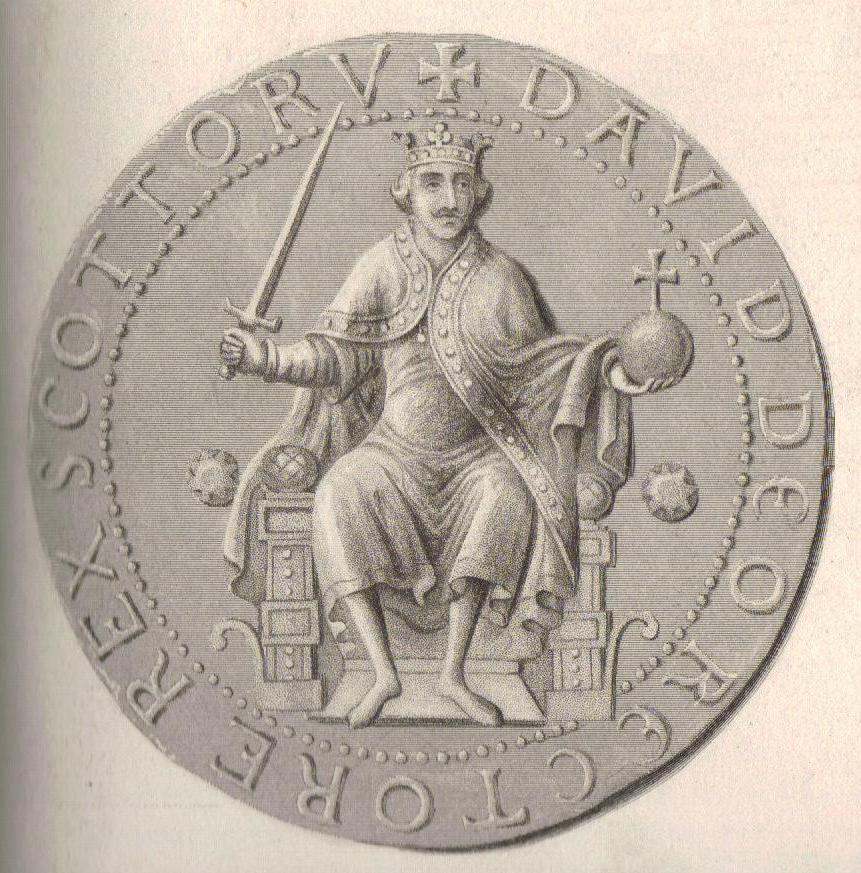
Pièce de métal portant le sceau de David Ier, et une représentation de David à la façon « européenne ».

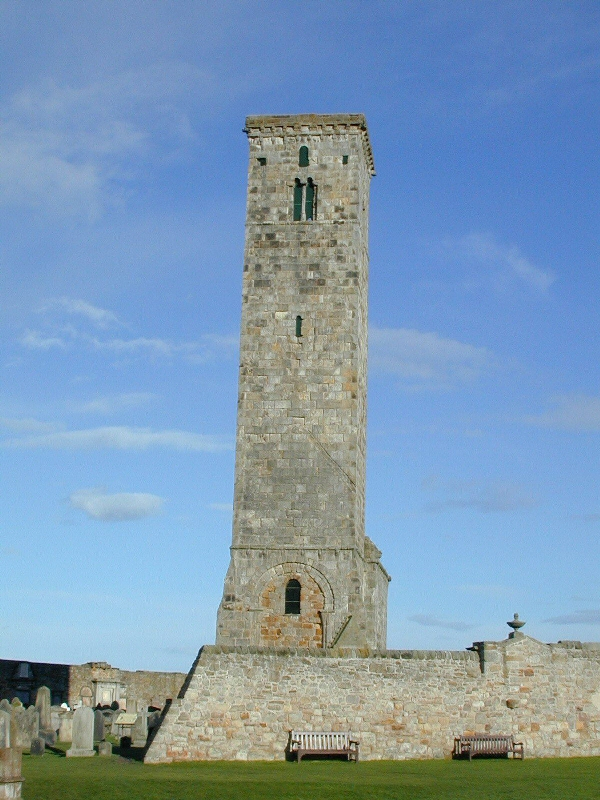
La tour de saint Riagal (saint Regulus), à Cenn Ríghmonaidh (Saint Andrews) ; cette partie de l'église de Saint Andrews existait à l'époque de David.

### Contexte
Lorsque David arrive au pouvoir, l'Écosse est en grande majorité chrétienne, grâce à la proximité de l'Angleterre christianisée dès l'époque romaine, à l'intervention de quelques missionnaires comme Ninian et Colomba d'Iona, et surtout à l'influence de l'Église dite gaélique, venue d'Irlande. Les caractéristiques du christianisme écossais résident dans une conception relâchée du célibat des clercs, une intense sécularisation des institutions ecclésiastiques, et le manque de structures diocésaines. Plus que les évêques, ce sont les abbés qui animent la vie religieuse du pays. Il n'y a pas de monachisme tel qu'on le conçoit en Europe, mais des moines appelés Céli Dé. Les premiers moines appartenant à des ordres monastiques d'Europe continentale sont introduits par Malcolm III, mais ils restent marginaux. Enfin, depuis la conquête normande de l'Angleterre, les archevêchés d'York et Canterbury revendiquent leur suprématie sur l'Église écossaise.
Les historiens attribuent souvent à David un rôle pionnier dans la réorganisation des diocèses et la pénétration du système clérical normand. Cela commence avec l'évêché de Glasgow quand David est prince de Cumbrie, et se poursuit plus au nord lorsqu'il accède au trône. Ils insistent également sur le rôle qu'il a eu dans la défense d'une Église écossaise indépendante, contre la volonté de l'archevêque d'York et de l'archevêque de Canterbury.

### Innovations dans le système clérical
On a un moment pensé que l'organisation épiscopale de l'Écosse et son système paroissial tout entier devaient leur origine aux avancées instiguées par David Ier. Toutefois, les historiens sont un peu revenus sur cette idée aujourd'hui. Le chroniqueur contemporain Ailred de Rievaulx écrit dans sa biographie de David que tout cela se met en place à son arrivée au pouvoir, « il trouva trois ou quatre évêques dans toute l'Écosse [au nord de la Forth], et les autres errant sans pasteur et perdant valeurs morales comme propriétés ; à sa mort, il en laisse neuf, dans d'anciens évêchés qu'il rétablit, mais également de nouveaux qu'il créa ». Bien qu'il déplace l'évêché de Mortlach plus à l'est du burgh d'Aberdeen qu'il a lui-même fondé et qu'il crée le diocèse de Caithness, aucun autre évêché ne peut clairement lui être attribué,,.
L'évêché de Glasgow est plus vraisemblablement restauré qu'entièrement recréé. David y nomme son chapelain français Jean, et lui octroie l'ensemble des terres de sa principauté de Cumbria, à l'exception de celles situées à l'est et déjà gouvernées par l'évêque de Saint Andrews. David est un peu intervenu pour forcer les « évêchés » semi-monastiques de Brechin, Dunkeld, Mortlach (Aberdeen) et Dunblane à devenir totalement épiscopaux et s'intégrer dans le système national des diocèses.
De même, quant au développement du système paroissial, le rôle fondateur que l'on attribue traditionnellement à David doit être un peu mesuré. L'Écosse disposait déjà d'un ancien système de paroisses datant du haut Moyen Âge, et le système mis en place par David suivant l'exemple normand peut être vu comme une remise à niveau plutôt que comme une création à part entière ; il a réorganisé le système écossais sur les mêmes principes que l'on peut observer en France et en Angleterre, mais ne l'a pas créé.

### Conflits ecclésiastiques

Évêchés d'Écosse sous le règne de David I.

Une des premières difficultés que rencontre David en tant que roi est de régler le différend qui règne entre les ecclésiastiques et l'Église d'Angleterre. Le problème est la subordination des archevêques d'York et Canterbury à l'Église anglaise, qui a empêché Robert de Scone d'être consacré à Saint-Andrews (Cell Righmonaidh). Depuis le XIe siècle, l'évêché de Saint-Andrews fonctionne de facto comme un archevêché. Le titre d'archevêque est accordé selon des sources écossaises et irlandaises à l'évêque Giric et l'évêque Fothad II,.
Le problème réside en fait dans le statut peu clair que cet évêché a devant la papauté. Comme son statut d'archevêché n'y est pas reconnu, les archevêchés anglais réclament souveraineté sur toute l'Écosse. C'est l'archevêque d'York, Thurstan, qui est à l'origine de cette politique agressive. Sa cible la plus facile est l'évêché de Glasgow, qui en étant situé au sud de la Forth n'est pas considéré comme faisant partie de l'Écosse ni comme étant sous la juridiction de Saint-Andrews. En 1125, le pape Honorius II écrit à Jean, évêque de Glasgow, lui ordonnant de se soumettre à l'archevêché d'York. David demande à Jean de se rendre au Saint-Siège afin de soutenir la demande d'un pallium qui pourrait permettre d'élever l'évêché de Saint-Andrews au statut d'archevêché appliquant sa juridiction sur Glasgow,.
En réponse, Thurstan se rend à Rome, de même que l'archevêque de Canterbury, Guillaume de Corbeil, et ces deux hommes se sont vraisemblablement opposés à la requête de David. Cependant, ce dernier a toujours le soutien du roi Henri, et l'archevêque d'York accepte finalement de reporter ses revendications d'un an et de consacrer Robert de Scone sans qu'il lui soit subordonné,. York ne tente plus jamais de mettre sous son joug des évêchés au nord de la Forth, mais maintient ses revendications, plus logiques, sur Glasgow.
En 1151, David demande à nouveau un pallium pour l'archevêché de Saint-Andrews. Le cardinal Giovanni Paparoni le rencontre à sa résidence de Carlisle en septembre 1151. L'occasion est tentante pour David, puisque le cardinal était en route pour l'Irlande avec quatre pallia pour y créer quatre nouveaux archevêchés. Quand le cardinal retourne à Carlisle, David lui soumet sa requête. Le nouvel archidiocèse aurait couvert l'ensemble des évêchés du territoire écossais dominé par David, ainsi que l'évêché des Orcades et l'évêché des Îles. Toutefois, le cardinal ne semble pas en avertir la papauté. Les années suivantes, la papauté assène un nouveau coup dur à David en créant l'archevêché de Trondheim, qui prend sous sa coupe les Îles et des Orcades.

## Succession et mort

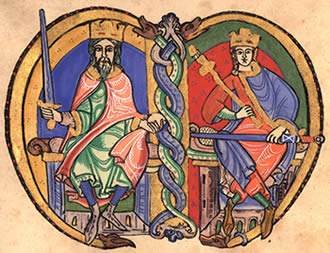
David et son successeur désigné, Malcolm. Malcolm IV règne douze ans sur l'Écosse, et ces années sont marquées par la chasteté et la ferveur religieuse du jeune roi.

Le principal coup dur pour les projets de David est sûrement la mort de son unique fils et successeur Henri en 1152. Il était vraisemblablement malade depuis assez longtemps. Henri avait été très bien préparé pour gouverner le pays puisque son père l'avait impliqué dans sa conduite de la politique du pays depuis qu'il avait atteint l'âge de 20 ans. À partir de 1139, on peut même considérer que le pays est gouverné conjointement par David et Henri. Toutefois ce dernier n'a jamais l'occasion de gouverner seul. Quand il meurt, David n'a plus qu'un an à vivre, et il se doute qu'il ne va pas rester en vie très longtemps. Il s'arrange rapidement pour que son petit-fils Malcolm IV devienne son successeur, et fait son plus jeune petit-fils, Guillaume, comte de Northumberland. Le mormaer Duncan de Fife, un important baron écossais, est nommé régent, et emmène le jeune Malcolm, âgé de seulement 11 ans, faire un tour d'Écosse afin de rencontrer ses futurs sujets. La santé de David se dégrade sérieusement à partir du printemps 1153, et il meurt le 24 mai 1153,. Dans sa nécrologie parue dans les Annales de Tigernach, il est nommé Dabíd mac Mail Colaim, rí Alban & Saxan : « David, fils de Malcolm, roi d'Écosse et d'Angleterre », un titre qui donne une idée de l'importance des contrées anglaises dans le royaume de David. Malcolm IV jouit d'un règne assez calme, profitant des importants acquis territoriaux de David qui ne sont pas remis en cause par le roi d'Angleterre sous son règne. Toutefois il meurt également très jeune. C'est le second petit-fils de David, Guillaume qui monte alors sur le trône.

## Historiographie

### Réputation médiévale
Les premières descriptions de David le représentent comme un roi pieux, progressiste, qui a amené un peu de civilisation dans un pays de barbares. Pour William de Newburgh, David est un « roi non barbare d'une nation barbare », qui « a sagement tempéré les ardeurs et la férocité des barbares de sa nation ». William loue David pour sa piété, notant même que parmi diverses autres activités saintes il « lave régulièrement les pieds des pauvres ». Ce geste demeure toutefois classique attribué aux souverains de son époque par leurs hagiographes. Un autre biographe de David, Ailred de Rievaulx, confirme les déclarations de Newburgh et loue David pour son sens de la justice et sa piété, expliquant même qu'avec David à la tête de l'Écosse, c'est « toute la barbarie de cette nation qui semblait s'adoucir… comme s'ils avaient oublié leur férocité et soumis leur nuque aux lois que leur dictait avec douceur le roi ».
Bien que le sujet de la barbarie écossaise du XIIe siècle soit moins abordé, les historiens écossais du haut Moyen Âge tendent à répéter ce qui était indiqué dans les premières chroniques. La plupart de ce qui est écrit à ce moment est soit directement retranscrit à partir des premières chroniques médiévales, soit y est fortement apparenté, même dans des travaux majeurs comme ceux de Jean de Fordun, Andrew Wyntoun ou Walter Bower,,. Bien que Wyntoun, Fordun et Bower aient pu avoir accès à des documents qui n'existent plus aujourd'hui, la plupart des informations qu'elles contiennent sont soient copiées d'autres sources, soit ne peuvent être accréditées. Par exemple, Bower inclut à son texte l'éloge écrite par Ailred de Rievaulx pour David. Ce passage ne représente pas moins d'une vingtaine de pages dans la version moderne, et exerce une grande influence sur ce qui devient la vision traditionnelle de David dans les travaux sur l'histoire de l'Écosse.
Le traitement historiographique de David développé par les historiens tels que John Mair, George Buchanan, Hector Boece et l'évêque John Leslie conduit à ce qu'au XVIIIe siècle émerge la représentation de David comme un homme pieux, bâtisseur, juste et partisan ferme de l'indépendance écossaise.

### Vision moderne

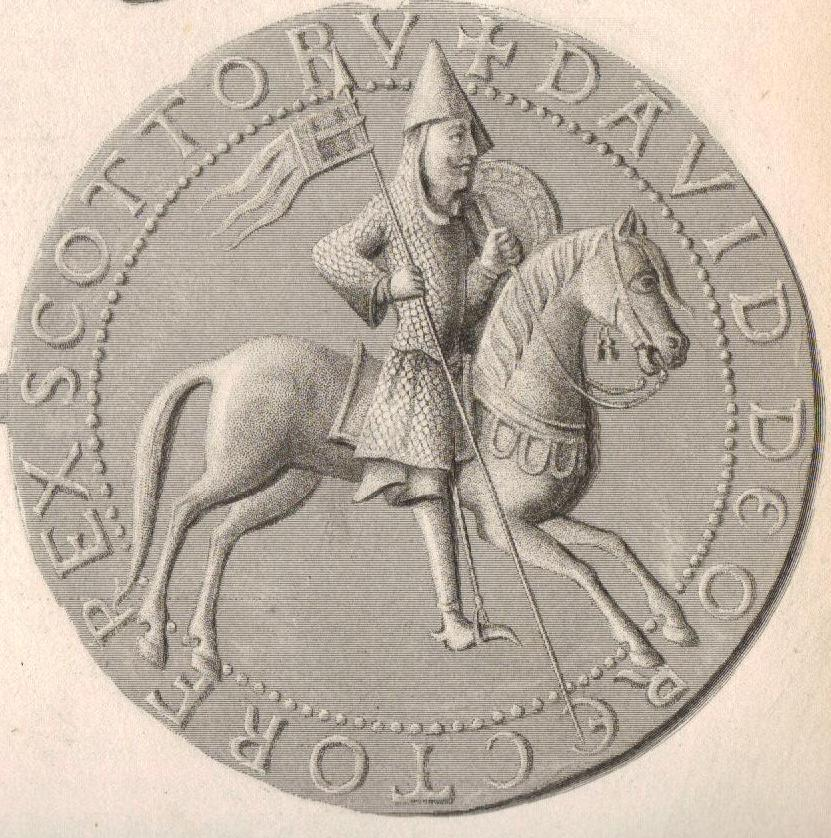
Gravure sur métal sur le revers du Grand sceau de David Ier, le représentant comme un chef de guerre.

Plus récemment, David s'est vu attribuer un rôle encore plus important dans la construction de l'Écosse et dans son développement culturel. Les Écossais des Lowlands, suivant un mythe datant du Moyen Âge, datent les origines de leur culture au mariage du père de David, Malcolm III, avec Marguerite d'Écosse. Avec le développement des techniques d'analyses historiques modernes au milieu du XIXe siècle, les historiens attribuent les avancées du pays à cette période à David plus qu'à son père. David a joué un rôle majeur dans la disparition du royaume celte d'Écosse. Andrew Lang écrit en 1900 qu'« avec Alexandre [I], la domination celtique prend fin ; avec David, la domination normande et britannique débute ».
Le siècle des Lumières et le courant romantique ont conduit à reconsidérer le rôle des ethnies dans l'histoire, et David a dès lors été décrit comme hostile aux Écossais natifs, et ses réformes sont considérées comme une agression, peut-être justifiée, des civilisés anglo-normands envers les arriérés celtes,,.
Au XXe siècle, plusieurs études sont menées sur la normandisation de l'Écosse au XIIe siècle, et plus particulièrement sur les changements apparus au cours du règne de David Ier. The Normans in Scotland de Græme Ritchie en 1954, Scotland: The Making of the Kingdom d'Archie Duncan en 1974 et plusieurs articles de G.W.S. Barrow appartiennent à cette tendance historiographique,,,.
Dans les années 1980, Barrow fait un compromis, plaçant le règne de David entre le changement et la continuité. Il décrit ce règne comme un « équilibre entre le nouveau et l'ancien ». Cette conclusion incorpore un courant historiographique sous-jacent qui, depuis la parution de l'œuvre magistrale en trois volumes de William F. Skene Celtic Scotland: A History of Ancient Alban (1876-1880), a été forcé de reconnaître que l'Écosse celtique a survécu et est même demeurée forte bien après le règne de David Ier,. Michael Lynch s'est beaucoup appuyé sur cette théorie de Barrow dans son œuvre, ajoutant même qu'au fur et à mesure de l'avancée du règne de David, celui-ci se montrait de plus en plus « celtique », adoptant peu à peu la culture de ses sujets. En 2004, dans le seul ouvrage entièrement consacré au règne de David, David I: The King Who Made Scotland, Richard Oram s'appuie sur Lynch, soulignant la continuité tout en replaçant les changements du règne de David dans leur contexte.

## Révolution davidienne

### Contexte européen

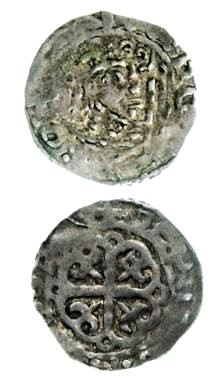
Penny en argent de David Ier.

Si l'on peut débattre de l'importance ou de la portée des changements qui ont marqué le règne de David, aucun historien ne nie que des changements aient bien eu lieu durant son règne. Ils sont désignés par Barrow et Lynch sous le terme de « Davidian Revolution »,. Cette « révolution » est considérée comme préparant le développement ultérieur de l'Écosse médiévale, à travers les principales institutions du futur royaume.
Depuis les travaux fondateurs de Robert Bartlett, The Making of Europe: Conquest, Colonization and Cultural Change, 950–1350 (1993), et ceux de Moore qui les appuient dans The First European Revolution, c.970–1215 (2000), il est devenu de plus en plus apparent qu'il était plus facile de comprendre la « révolution » opérée par David en s'intéressant aux changements qui s'effectuent à l'échelle européenne. On considère en fait qu'à partir du Xe siècle, la culture et les institutions carolingiennes de la France et de l'Ouest de l'Allemagne s'étendent à plusieurs régions environnantes, ce qui conduit à former une « Europe » plus identifiable. L'Écosse fait partie des régions concernées. La société carolingienne se distingue principalement par son application d'un féodalisme strict, dont les règles sont dûment écrites, contrairement à ce que l'on peut connaître en Écosse où il existe certes des relations ressemblant à la vassalité, mais dont les règles ne sont pas clairement édictées par des chartes écrites, ni par des cérémonies officielles comme l'hommage.
Dans ce modèle, l'ancien empire carolingien forme un « noyau », et les régions alentour en sont la périphérie. La conquête normande de l'Angleterre à partir de 1066 a en quelque sorte permis l'intégration de l'Angleterre à ce « noyau ». Ainsi, dès le règne de Malcolm III d'Écosse, le père de David, l'Écosse, qui se retrouve en relation directe avec la culture et le système appliqué en Europe, semble cruellement manquer d'une religion catholique forte, un gouvernement royal réellement centralisé, de divers documents écrits officiels, d'une monnaie, de villes marchandes et d'une cavalerie d'élite. À la fin du règne de David, elle a acquis tous ces éléments,,.

Bourgs fondés en Écosse par David avant l'accession au trône de son petit-fils et successeur, ; il s'agit pour la plupart des premières villes du pays.

### Société médiévale écossaise
La société écossaise à l'époque de David Ier peut être divisée en cinq classes : le roi, le mormaer/comte, le toísech (qui peut-être rapproché du baron français), l'ócthigern (premier rang pour les non-nobles, dont la signification exacte reste mal connue) et le serf. On peut ajouter également une autre classe, celle des esclaves qui sont encore fréquents à l'époque. La différenciation classique entre les bellatores (« ceux qui combattent », les aristocrates), les oratores (« ceux qui prient », le clergé) et les laboratores (« ceux qui travaillent », les paysans) que l’on retrouve dans les sociétés médiévales européennes, qui n'était auparavant pas nécessaire pour comprendre le fonctionnement de la société écossaise, commence à prendre un sens avec les changements qui s'opèrent sous le règne de David Ier.
La plupart des territoires assujettis au roi des Écossais et se situant au nord du fleuve Forth sont sous contrôle direct de seigneurs appelés mormaers. Ceux-ci exercent un pouvoir similaire à celui du roi, mais à une échelle plus réduite. Ils disposent de leurs propres garnisons, édictent des chartes, supervisent la loi et maintiennent l'ordre dans leurs provinces. Lorsqu'ils deviennent vraiment assujettis à l’ordre royal, ils doivent payer au roi un cain, un tribut prélevé plusieurs fois par an, généralement sous forme de bétail et autres matières premières. Ils se doivent également d'offrir au roi le conveth, soit l'hospitalité due au souverain. Leur rôle se rapproche de celui des comtes en Angleterre. Le toísech, rang inférieur au mormaer, devait à celui-ci les mêmes services que le mormaer au roi. Le nom latin généralement utilisé était thanus (et en anglais thane). Après le toísech et le mormaer on trouve le clan, rarement formalisé. À sa tête, on trouve le capitalis en latin ou le cenn en gaélique.

### Administration
L'Écosse à cette époque expérimente une nouvelle manière de gouverner, et fait venir nombre de chevaliers étrangers, principalement normands. Les débuts du féodalisme dans le pays sont généralement associés au règne de David. On le définit par « la construction de château, l'utilisation régulière d'une chevalerie professionnelle, le service militaire au suzerain », ainsi que par « l'hommage et la loyauté ». David établit de nombreuses grandes seigneuries féodales dans l'Ouest de sa principauté de Cumbrie pour les principaux membres de son entourage de militaires normands qui le maintiennent au pouvoir. D'autres seigneuries plus petites ont par ailleurs été créées,. L'introduction du système féodal permet une réorganisation militaire de l'armée écossaise, principalement constituée de guerriers sans armures, adeptes des rapts et enlèvements d'esclaves, qui se voit adjoindre une armée féodale, constituée de chevaliers normands. Ceux-ci possèdent de coûteuses armures, une cavalerie lourde, des armes efficaces telles que l'arbalète, des machines de siège et des techniques de fortification plus efficaces que celles utilisées par les Écossais. Les seigneurs normands sont par ailleurs très fiables car bien imprégnés de l'idéologie féodale, et très dépendants du roi puisqu'ils sont étrangers. Les prédécesseurs de David avaient déjà par le passé fait ponctuellement appel à des chevaliers étrangers, mais c'est sous son règne que cette pratique se généralise. Si David octroie de nombreux fiefs à des seigneurs normands, il conserve tout de même les dynasties de mormaers qu'il met sous son joug.
Durant le règne de David, des modifications sont effectuées pour que le gouvernement de l'Écosse ressemble plus à celui de l'Angleterre anglo-normande. De nouveaux districts judiciaires (sheriffdoms) permettent au roi d'administrer réellement les terres du domaine royal. Au cours de son règne, les shérifs royaux sont installés au cœur des territoires personnels du roi, c'est-à-dire par ordre chronologique à Roxburgh, Scone, Berwick-upon-Tweed, Stirling et Perth. Le poste de Justiciar est également créé sous le règne de David. Bien que cette fonction ait des origines anglo-normandes, elle se trouve en fait en continuité avec des pratiques plus anciennes au moins au nord de la Forth,.
L'organisation du système par des règles strictes, retranscrites à l'écrit, contribue beaucoup aux grandes avancées que connaît l'administration de David. Le grand nombre de chartes de son époque qui nous sont parvenues, par rapport à ces prédécesseurs, témoignent de cela.

### Langue

Divisions linguistiques en Écosse au début du XIIe siècle. À la fin du haut Moyen Âge, le gaélique supplanta le norrois dans les régions où cette langue était parlée, mais recula face à l’anglais dans les régions comprises entre Scotia et le Galloway.

Sur le plan linguistique, la majorité des personnes vivant alors en Écosse parle le gaélique, appelé ensuite simplement « écossais », ou en latin, lingua Scotica,. Les autres langues parlées à cette époque sont le norrois et l'anglais, ainsi que le cambrien, qui disparaît au Xe siècle. Le picte a pu survivre lors de cette période, mais on ne peut en être sûr. À partir de l’accession au trône de David Ier, le gaélique cesse d’être la langue majoritairement utilisée à la cour royale.
À partir de son règne et jusqu’aux guerres d’indépendance, les monarques écossais préfèrent l'anglo-normand à l’écossais comme le prouvent les textes des chroniques de l’époque, la littérature et les traductions de documents administratifs en langue d'oïl. L’anglais, avec l'anglo-normand et le flamand deviennent les principales langues des burghs, qui sont créés sous David Ier.

### Économie
Le revenu de ses comtés anglais et les bénéfices des mines d'argent d'Alston permettent à David de frapper les premières monnaies d'Écosse. Cela permet une multiplication des échanges et la consommation de biens étrangers et exotiques se développe à cette époque. Il faut aussi noter que la pièce de monnaie a une influence auprès de la population qui l'utilise. En effet, elle est marquée de l'image du roi, et permet à cette image d'être vulgarisée à tous les gens qui utilisent cette monnaie, ce qui modifie un peu la nature du commerce,. Bien que la monnaie circulât en Écosse avant David, il s'agissait d'un objet étranger, qu'une très faible part de la population utilisait. L'arrivée d'une monnaie propre au pays — comme l'arrivée de villes, lois et chartes — marque l'européanisation de l'Écosse.
David est un bâtisseur. En tant que prince de Cumbria, il fonde les deux premiers burghs d'Écosse à Roxburgh et Berwick. Il fait d'ailleurs de Roxburgh sa capitale, y bâtissant un château, une résidence royale et en faisant le siège de son gouvernement. Les burghs sont des regroupements d'habitations qui disposent de limites bien définies et garantissent le droit de commercer. Ce sont des lieux où le roi peut collecter et profiter de ses cain et conveth (le premier est un tribut dû par toutes les régions reconnaissant leur soumission au roi, et le second est l'hospitalité due au roi ou au seigneur de la propriété). L'inspiration de ces burghs est purement normande, leur charte et les Leges Burgorum (règles définissant tous les aspects de la vie et du travail dans un burgh) ayant été copiés par David sur les coutumes anglaises de Newcastle upon Tyne. Au cours de son règne, David a créé environ 15 burghs,.

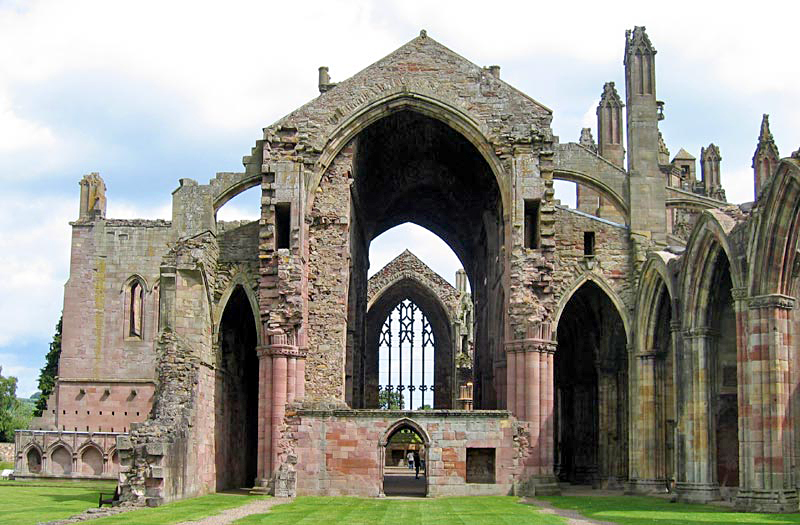
Les ruines de l'abbaye de Melrose. Fondée en 1137, ce monastère cistercien est l'un des plus importants héritages de David.

La création de ces burghs est certainement un des évènements majeurs du règne de David. En effet, s'ils ne sont au départ que le noyau d'une classe marchande immigrante, ils vont permettre le remodelage à long terme du paysage économique et sociologique écossais. En effet, avant le règne de David, il n'y a pas réellement de villes en Écosse, bien que des densités de population plus importantes puissent s'observer autour des grands monastères, comme à Dunkeld et à Saint-Andrews, ou autour des grandes fortifications. L’Écosse, Lothian mis à part, est constituée de hameaux dispersés, et n’a pas de villages constitués autour d’un noyau comme sur le reste du continent européen. Les premiers burghs sont flamands, anglais, normands, et germains plutôt qu’écossais gaéliques. William de Newburgh écrit au cours du règne de Guillaume Ier d'Écosse que les « villes et burghs du royaume d'Écosse sont connus pour être habités par des Anglais ». Outre avoir transformé l'économie du pays, le fait que les natifs écossais n'aient pas su s'imposer dans ces burghs a conduit à mettre en difficulté la langue écossaise et à donner naissance à l'idée des Lowlands,,.

### Le patronage monastique
David est l'un des plus importants patrons monastiques de son temps. En 1113, l'une de ses premières prérogatives en tant que prince de Cumbria est de fonder l'abbaye de Selkirk pour les disciples de Bernard de Tiron,. Il fonde plus d'une douzaine de nouveaux monastères au cours de son règne, soutenant divers nouveaux ordres monastiques, comme les augustins et les cisterciens,,. Il accueille également favorablement l'apparition des ordres des Templiers et des Hospitaliers de l'ordre de Saint-Jean de Jérusalem.
Les monastères ne sont pas seulement l'expression de la piété de David, ils participent également à la transformation de la société écossaise. En effet, ils sont fortement influencés par la culture étrangère et sont une importante source de lettrés, capable de servir les besoins administratifs de plus en plus importants du Royaume. Ces nouveaux monastères, et plus particulièrement les cisterciens, introduisent également de nouvelles pratiques agricoles. Leur travail conduit par exemple à faire du Sud de l'Écosse l'un des principaux producteurs de laine de mouton du Nord de l'Europe,,.

## Généalogie

### Ascendance
|  |                         |  |  |  |  |  |  |  |  |  |  |  |  |  |  |  |
|  | 8. Crínán de Dunkeld    |  |  |  |  |  |  |  |  |  |  |  |  |  |  |  |
|  |                         |  |  |  |  |  |  |  |  |  |  |  |  |  |  |  |
|  |                         |  |  |  |  |  |  |  |  |  |  |  |  |  |  |  |
|  | 4. Duncan Ier d'Écosse  |  |  |  |  |  |  |  |  |  |  |  |  |  |  |  |
|  |                         |  |  |  |  |  |  |  |  |  |  |  |  |  |  |  |
|  |                         |  |  |  |  |  |  |  |  |  |  |  |  |  |  |  |
|  | 9. Bethóc               |  |  |  |  |  |  |  |  |  |  |  |  |  |  |  |
|  |                         |  |  |  |  |  |  |  |  |  |  |  |  |  |  |  |
|  |                         |  |  |  |  |  |  |  |  |  |  |  |  |  |  |  |
|  | 2. Malcolm III d'Écosse |  |  |  |  |  |  |  |  |  |  |  |  |  |  |  |
|  |                         |  |  |  |  |  |  |  |  |  |  |  |  |  |  |  |
|  |                         |  |  |  |  |  |  |  |  |  |  |  |  |  |  |  |
|  | 5. Suthen               |  |  |  |  |  |  |  |  |  |  |  |  |  |  |  |
|  |                         |  |  |  |  |  |  |  |  |  |  |  |  |  |  |  |
|  |                         |  |  |  |  |  |  |  |  |  |  |  |  |  |  |  |
|  | 1. David Ier d'Écosse   |  |  |  |  |  |  |  |  |  |  |  |  |  |  |  |
|  |                         |  |  |  |  |  |  |  |  |  |  |  |  |  |  |  |
|  |                         |  |  |  |  |  |  |  |  |  |  |  |  |  |  |  |
|  | 12. Edmond Côte-de-Fer  |  |  |  |  |  |  |  |  |  |  |  |  |  |  |  |
|  |                         |  |  |  |  |  |  |  |  |  |  |  |  |  |  |  |
|  |                         |  |  |  |  |  |  |  |  |  |  |  |  |  |  |  |
|  | 6. Édouard l'Exilé      |  |  |  |  |  |  |  |  |  |  |  |  |  |  |  |
|  |                         |  |  |  |  |  |  |  |  |  |  |  |  |  |  |  |
|  |                         |  |  |  |  |  |  |  |  |  |  |  |  |  |  |  |
|  | 13. Ealdgyth            |  |  |  |  |  |  |  |  |  |  |  |  |  |  |  |
|  |                         |  |  |  |  |  |  |  |  |  |  |  |  |  |  |  |
|  |                         |  |  |  |  |  |  |  |  |  |  |  |  |  |  |  |
|  | 3. Marguerite de Wessex |  |  |  |  |  |  |  |  |  |  |  |  |  |  |  |
|  |                         |  |  |  |  |  |  |  |  |  |  |  |  |  |  |  |
|  |                         |  |  |  |  |  |  |  |  |  |  |  |  |  |  |  |
|  | 7. Agathe               |  |  |  |  |  |  |  |  |  |  |  |  |  |  |  |
|  |                         |  |  |  |  |  |  |  |  |  |  |  |  |  |  |  |
|  |                         |  |  |  |  |  |  |  |  |  |  |  |  |  |  |  |

### Mariage et descendance
À Noël 1113, il épouse Maud (voir plus haut), qui lui donne plusieurs enfants dont :
- Malcolm, mort en enfance ;
- Henri, mort le 12 juin 1152  ;
- Claricia, célibataire jusqu'à sa mort  ;
- Hodierna, célibataire jusqu'à sa mort[168].

Henri de Northumberland épouse Ada de Warenne (1120-1178), fille de Guillaume II de Warenne et Isabelle de Vermandois, et donc issue du lignage royal capétien. Ils ont trois fils. Les deux premiers, Malcolm et Guillaume succèdent à David sur le trône. Le troisième petit-fils de David Ier, David de Huntingdon, ne règne jamais sur l'Écosse, mais ses filles sont à l'origine des familles Bruce et Balliol qui luttent pour le trône à la fin du XIIIe siècle, appuyant toutes deux leur revendication sur le fait qu'elles descendent de David Ier.

#### Sources principales
- Alan Orr Anderson, Early Sources of Scottish History : AD 500–1286, 2 Vols, Édimbourg, 1922.
- Alan Orr Anderson, Scottish Annals from English Chroniclers : AD 500–1286, Londres, 1908.
- G.W.S. Barrow, « The Acts of Malcolm IV King of Scots 1153–1165, Together with Scottish Royal Acts Prior to 1153 not included in Sir Archibald Lawrie's "Early Scottish Charters'  », Regesta Regum Scottorum, Édimbourg, vol. 1,‎ 1960, p. 3-128.
- G.W.S. Barrow, « The Acts of William I King of Scots 1165–1214 », Regesta Regum Scottorum, Édimbourg, vol. 2,‎ 1971.
- G.W.S. Barrow, The Charters of King David I: The Written acts of David I King of Scots, 1124–1153 and of His Son Henry Earl of Northumberland, 1139–1152, Woodbridge, 1999.
- Thomas Owen Clancy, The Triumph Tree : Scotland's Earliest Poetry, 550–1350, Édimbourg, 1998.
- G. Donaldson, Scottish Historical Documents, Édimbourg, 1970.
- Jane Patricia Freeland et Marsha L. Dutton, Aelred of Rievaulx : the lives of the northern saints, Kalamazoo, 2005, p. 45-70.
- William Forbes-Leith, Turgot, Life of St Margaret, Queen of Scotland, Édimbourg, 1884.
- Archibald Lawrie, Early Scottish Charters Prior to A.D. 1153, Glasgow, 1905.
- John MacQueen, Winifred MacQueen et D. E. R. Watt, Scotichronicon by Walter Bower, vol. 3, Aberdeen, 1995.
- Felix J. H. Skene et William Forbes Skene, John of Fordun's Chronicle of the Scottish Nation, Édimbourg, 1872.

#### Sources auxiliaires
- (en) Cet article est partiellement ou en totalité issu de l’article de Wikipédia en anglais intitulé « David I of Scotland » (voir la liste des auteurs).
- (en) John Bannerman, « The Kings Poet », Scottish Historical Review, vol. 68,‎ 1989, p. 120-149.
- (en) Malcolm Barber, The Two Cities : Medieval Europe, 1050–1320, Londres, 1992.
- (en) G. W. S. Barrow, « The Acts of Malcolm IV King of Scots 1153–1165, Together with Scottish Royal Acts Prior to 1153 not included in Sir Archibald Lawrie's 'Early Scottish Charters' », Regesta Regum Scottorum, Édimbourg, vol. 1,‎ 1960, p. 3-128.
- (en) G. W. S. Barrow, The Anglo-Norman Era in Scottish History, Oxford, 1980.
- (en) G. W. S. Barrow, « Badenoch and Strathspey, 1130–1312: 1. Secular and Political », Northern Scotland, vol. 8,‎ 1988, p. 1-15.
- (en) G. W. S. Barrow, « Beginnings of Military Feudalism », The Kingdom of the Scots, Édimbourg, G. W. S. Barrow,‎ 2003, p. 250-278.
- (en) G. W. S. Barrow, « King David I and Glasgow », The Kingdom of the Scots, Édimbourg, G.W.S. Barrow,‎ 2003, p. 203-213.
- (en) G. W. S. Barrow, « David I (c. 1085–1153) », Oxford Dictionary of National Biography, Oxford University Press,‎ septembre 2004 (lire en ligne).
- (en) G. W. S. Barrow, « David I of Scotland: The Balance of New and Old », Scotland and Its Neighbours in the Middle Ages, Londres, G. W. S. Barrow,‎ 1992, p. 45-65.
- (en) G. W. S. Barrow, « The Judex », The Kingdom of the Scots, Édimbourg, G. W. S. Barrow,‎ 2003, p. 57-67.
- (en) G. W. S. Barrow, « The Justiciar », The Kingdom of the Scots, Édimbourg, G. W. S. Barrow,‎ 2003, p. 68-111.
- (en) G. W. S. Barrow, Kingship and Unity : Scotland, 1000–1306, Édimbourg, 1981.
- (en) G. W. S. Barrow, « The Kings of Scotland and Durham », Anglo-Norman Durham, 1093–1193, David Rollason, Margaret Harvey et Michael Prestwich,‎ 1994, p. 309-323.
- (en) G. W. S. Barrow, « Malcolm III (d. 1093) », Oxford Dictionary of National Biography, Oxford University Press,‎ 2004 (lire en ligne).
- (en) G. W. S. Barrow, « The Royal House and the Religious Orders », The Kingdom of the Scots, Édimbourg, G.W.S. Barrow,‎ 2003, p. 151-168.
- (en) Robert Bartlett, England under the Norman and Angevin Kings, 1075–1225, Oxford, 2000.
- (en) Robert Bartlett, The Making of Europe, Conquest, Colonization and Cultural Change : 950–1350, Londres, 1993.
- (en) Robert Bartlett, « Turgot (c.1050–1115) », Oxford Dictionary of National Biography, Oxford University Press,‎ 2004 (lire en ligne).
- (en) Ian Blanchard, « Lothian and Beyond: The Economy of the 'English Empire' of David I », Progress and Problems in Medieval England: Essays in Honour of Edward Miller, Cambridge, Richard Britnell et John Hatcher,‎ 1996.
- (en) Steve Boardman, « Late Medieval Scotland and the Matter of Britain », Scottish History: The Power of the Past, Édimbourg, Edward J. Cowan et Richard J. Finlay,‎ 2002, p. 47-72.
- (en) Dauvit Broun, « Recovering the Full Text of Version A of the Foundation Legend », Kings, Clerics and Chronicles in Scotland, 500–1297, Dublin, Simon Taylor,‎ 2000, p. 108-114.
- (en) Dauvit Broun, « The Welsh Identity of the Kingdom of Strathclyde », The Innes Review, Autumn, vol. 55,‎ 2004, p. 111-180.
- (en) Marjory Chibnall, Anglo-Norman Studies : Proceedings of the Battle Conference 1991, The Boydell Press, 1992.
- (en) Thomas Owen Clancy, « Annat and the Origins of the Parish », Innes Review, vol. 46,‎ 1995, p. 91-115.
- (en) Thomas Owen Clancy, « A Gaelic Polemic Quatrain from the Reign of Alexander I, ca. 1113 », 'Scottish Gaelic Studies, vol. 20,‎ 2000, p. 88-96.
- (en) M. T. Clancy, England and its Rulers, Malden, 1998, 2e éd.
- (en) Ian B. Cowan, « Development of the Parochial System », Scottish Historical Review, vol. 40,‎ 1961, p. 43-55.
- (en) Edward J. Cowan, « The Invention of Celtic Scotland », Alba: Celtic Scotland in the Middle Ages, East Lothian, Edward J. Cowan et R. Andrew McDonald,‎ 2000, p. 1-23.
- (en) D. Crouch, The image of aristocracy in Britain, 1000-1300, Routledge, 1992, 392 p. (ISBN 978-0-415-01911-8 et 0415019117).
- (en) Paul Dalton, « Scottish Influence on Durham, 1066–1214 », Anglo-Norman Durham, 1093–1193, David Rollason, Margaret Harvey et Michael Prestwich,‎ 1994, p. 339-352.
- (en) Norman Davies, The Isles : A History, Londres, 1999.
- (en) R. R. Davies, Domination and Conquest: The Experience of Ireland, Scotland and Wales, 1100–1300, Cambridge, 1990.
- (en) R. R. Davies, The First English Empire: Power and Identities in the British Isles, 1093–1343, Oxford, 2000.
- (en) Gordon Donaldson, « Scottish Bishop's Sees Before the Reign of David I », Proceedings of the Society of Antiquaries of Scotland, vol. 87,‎ 1952-1953, p. 106-117.
- (en) John Dowden, The Bishops of Scotland, Glasgow, J. Maitland Thomson, 1912.
- (en) David Dumville, « St Cathróe of Metz and the Hagiography of Exoticism », Studies in Irish Hagiography: Saints and Scholars, Dublin, John Carey et al.,‎ 2001, p. 172-188.
- (en) Archie Duncan, « The Foundation of St Andrews Cathedral Priory, 1140 », The Scottish Historical Review, vol. 84,‎ avril 2005, p. 1-37.
- (en) Archie Duncan, The Kingship of the Scots 842–1292 : Succession and Independence, Édimbourg, 2002.
- (en) Archie Duncan, Scotland : The Making of the Kingdom, Édimbourg, 1975.
- Michel Duchein, Histoire de l'Ecosse, Paris, Fayard, 1998, 593 p. (ISBN 2-213-60228-X).
- (en) Richard Fawcett et Richard Oram, Melrose Abbey, Stroud, 2004.
- (en) Wesley Follett, Céli Dé in Ireland : Monastic Writing and Identity in the Early Middle Ages, Woodbridge, 2006.
- (en) Angelo Forte, Richard Oram et Frederick Pedersen, The Viking Empires, Cambridge, 2005 (ISBN 0-521-82992-5, lire en ligne).
- (en) Judith A. Green, « Anglo-Scottish Relations, 1066–1174 », England and Her Neigh-bours: Essays in Honour of Pierre Chaplais, Londres, Michael Jones et Malcolm Vale,‎ 1989.
- (en) Judith A Green, « David I and Henry I », Scottish Historical Review, vol. 75,‎ 1996, p. 1-19.
- (en) Peter Haidu, The Subject Medieval/Modern : Text and Governance in the Middle Ages, Stamford, 2004.
- (en) Derek Hall, Burgess, Merchant and Priest : Burgh Life in the Medieval Scottish Town, Édimbourg, 2002.
- (en) Matthew H. Hammond, « Ethnicity and the Writing of Medieval Scottish history », The Scottish Historical Review, vol. 85,‎ 2006, p. 1-27.
- (en) Benjamin T. Hudson, « Gaelic Princes and Gregorian Reform », Crossed Paths: Methodological Approaches to the Celtic Aspects of the European Middle Ages, Lanham, Benjamin T. Hudson et Vickie Ziegler,‎ 1991, p. 61-81.
- (en) Kenneth Jackson, The Gaelic Notes in the Book of Deer : The Osborn Bergin Memorial Lecture 1970, Cambridge, 1972.
- (en) G. Ladner, « Terms and Ideas of Renewal », Renaissance and Renewal in the Twelfth Century, Oxford, Robert L. Benson, Giles Constable et Carol D. Lanham,‎ 1982, p. 1-33.
- (en) Andrew Lang, A History of Scotland from the Roman Occupation, vol. 1, Édimbourg, 1900.
- (en) C. H. Lawrence, Medieval Monasticism : Forms of Religious Life in Western Europe in the Middle Ages, Londres, 1989, 2e éd.
- (en) Michael Lynch, Scotland : A New History, Édimbourg, 1991.
- (en) Peter G. B. McNeill et Hector L. MacQueen, Atlas of Scottish History to 1707, Édimbourg, 1996.
- (en) R. I. Moore, The First European Revolution, c.970–1215, Cambridge, 2000.
- (en) Dáibhí Ó Cróinín, Early Medieval Ireland : 400–1200, Harlow, 1995.
- (en) John J. O'Meara, Gerald of Wales : The History and Topography of Ireland, Londres, 1951.
- (en) Richard Oram, « David I », The Oxford Companion to Scottish History, New York, M. Lynch,‎ 2001, p. 381-382.
- (en) Richard Oram, « David I and the Conquest of Moray », 'Northern Scotland, vol. 19,‎ 1999, p. 1-19.
- (en) Richard Oram, David : The King Who Made Scotland, Gloucestershire, 2004.
- (en) Richard Oram, The Lordship of Galloway, Édimbourg, 2000.
- (en) Henri Pirenne, Medieval cities : their origins and the revival of trade, Princeton, 1925.
- (en) Murray G.H. Pittock, Celtic Identity and the British Image, Manchester, 1999.
- (en) Græme Ritchie, The Normans in Scotland, Édimbourg, 1954.
- (en) Alasdair Ross, « The Identity of the Prisoner at Roxburgh: Malcolm son of Alexander or Malcolm MacEth? », Kaarina, Fil súil nglais – A grey eye looks back : A Festschrift in Honour of Colm Ó Baoill, Ceann Drochaid, S. Arbuthnot et K Hollo,‎ 2007.
- (en) Norman F. Shead, « The Origins of the Medieval Diocese of Glasgow », Scottish Historical Review, vol. 48,‎ 1969, p. 220-225.
- (en) William F. Skene, Celtic Scotland : A History of Ancient Alban, Édimbourg, 1876–80.
- (en) Keith J. Stringer, « Reform Monasticism and Celtic Scotland », Alba: Celtic Scotland in the Middle Ages, East Lothian, Edward J. Cowan et R. Andrew McDonald,‎ 2000, p. 127-165.
- (en) Keith J. Stringer, The Reformed Church in Medieval Galloway and Cumbria : Contrasts, Connections and Continuities, Whithorn, 2003.
- (en) Keith J. Stringer, « The emergence of a nation state, 1100-1300 », Scotland: a history, Oxford, Oxford University Press,‎ 2005, p. 38-76 (ISBN 1429421282).
- (en) Keith J. Stringer, « State-Building in Twelfth-Century Britain: David I, King of Scots, and Northern England », Government, Religion, and Society in Northern England, 1000–1700, Stroud, John C. Appleby et Paul Dalton,‎ 1997.
- (en) Keith J. Stringer, The Reign of Stephen : Kingship, Warfare and Government in Twelfth-Century England, Londres, 1993.
- (en) L. Toorians, « Twelfth-century Flemish Settlement in Scotland », Scotland and the Low Countries, 1124–1994, East Linton, Grant G. Simpson,‎ 1996, p. 1-14.
- (en) Kenneth Veitch, « 'Replanting Paradise': Alexander I and the Reform of Religious Life in Scotland », Innes Review, vol. 52,‎ 2001, p. 136-166.
- (en) John Watt, Church in Medieval Ireland, Dublin, 1972.
- (en) Peter Yeoman, Medieval Scotland : An Archaeological Perspective, Londres, 1995.